# Liste der Kulturgüter in Malans
Die Liste der Kulturgüter in Malans enthält alle Objekte in der Gemeinde Malans im Kanton Graubünden, die gemäss der Haager Konvention zum Schutz von Kulturgut bei bewaffneten Konflikten, dem Bundesgesetz vom 20. Juni 2014 über den Schutz der Kulturgüter bei bewaffneten Konflikten sowie der Verordnung vom 29. Oktober 2014 über den Schutz der Kulturgüter bei bewaffneten Konflikten unter Schutz stehen.
Objekte der Kategorien A und B sind vollständig in der Liste enthalten, Objekte der Kategorie C fehlen zurzeit (Stand: 13. Oktober 2021).

## Kulturgüter
| Foto |                                                                         | Objekt                                                  | Kat. | Typ | Standort                         | Beschreibung |
| ---- | ----------------------------------------------------------------------- | ------------------------------------------------------- | ---- | --- | -------------------------------- | ------------ |
| ja   | Datei hochladen · Wikidata zu Schloss Bothmar (Q4948642)                | Schloss Bothmar mit Nebengebäude und Park KGS-Nr.: 3095 | A    | G   | Bothmarweg 15 762572 / 206034    |              |
| ja   | Datei hochladen · Wikidata zu Rohanschanze (Q2162155)                   | Rohan-Schanze, neuzeitliche Schanze KGS-Nr.: 10478      | A    | G   | Landstrasse 761220 / 204760      |              |
| ja   | Datei hochladen · Wikidata zu Unteres Plantahaus (Hartmann) (Q29784927) | Unteres Plantahaus (Hartmann) KGS-Nr.: 3096             | B    | G   | Löwengasse 1 762606 / 205618     |              |
| ja   | Datei hochladen · Wikidata zu Reformierte Kirche Malans (Q1647723)      | Reformierte Kirche KGS-Nr.: 3097                        | B    | G   | Kirchgasse 762463 / 205623       |              |
| ja   | Datei hochladen · Wikidata zu Turmhaus (Q29784926)                      | Turmhaus KGS-Nr.: 3098                                  | B    | G   | Oberdorfgasse 1 762550 / 205717  |              |
| BW   | Datei hochladen · Wikidata zu Plantahaus (Heldstab) (Q29784924)         | Plantahaus (Heldstab) KGS-Nr.: 12452                    | B    | G   | Dorfplatz 2 762605 / 205639      |              |
| BW   | Datei hochladen · Wikidata zu Haus Studach (Q29784921)                  | Haus Studach KGS-Nr.: 12453                             | B    | G   | Kirchgasse 1 762510 / 205591     |              |
| ja   | Datei hochladen · Wikidata zu Haus von Moos (Q29784922)                 | Haus von Moos KGS-Nr.: 12454                            | B    | G   | Schermengasse 10 762690 / 205750 |              |